# Le Levron
Le Levron est un village de la commune de Val de Bagnes, en Suisse.

## Bisse
Le bisse du Levron a été en service de 1484 à 1923. Il a été discuté de le remettre en service pendant et après la Seconde Guerre mondiale. La conduite d'eau actuelle, qui achemine l'eau de Louvie, date de 1965 et a été réalisée à la suite de la construction du barrage de Mauvoisin. Aujourd'hui, cette eau est turbinée à son arrivée au col du Lein dans une micro-centrale.

## Culture

### Église
L'église du Levron a été construite en 1957 en remplacement d'une ancienne chapelle. Elle a été bâtie par la population locale sous la direction de Marius Zryd, architecte. Les vitraux représentant d'une part, saint Jean-Baptiste, et, d'autre part les quatorze stations du chemin de croix sont l'œuvre du peintre Albert Chavaz.

### Musique
En 2017 a eu lieu la deuxième édition de la Saint-Jean Rock, festival de rock.

## Saints patrons
Le Levron a la particularité d'avoir deux saints patrons : saint Antoine fêté le 17 janvier et saint Jean-Baptiste, fêté le 24 juin.

## Personnalité liée à la localité
- Pierre-Antoine Hiroz (1961-), réalisateur de cinéma

- Emmanuel Carrère (1957-), écrivain, scénariste et réalisateur (mentionne le Levron dans son livre "Le Royaume").
- Maurice Pellaud (1924-2005), bâtisseur, à qui on doit le coffret audio "T'en souviens-tu, Joseph - Histoires du Levron"[3]